# LGBT práva ve Švédsku

Duhová mapa Švédska

Práva leseb, gayů, bisexuálů a translidí  (LGBT) ve Švédsku jsou považována za jedny z nejprogresivnějších v Evropě a ve světě. Stejnopohlavní sexuální aktivita byla legalizována r. 1944 a legální věk způsobilosti k pohlavnímu styku sjednocen v r. 1972. Homosexualita se vyškrtla ze seznamu nemocí v r. 1979. Švédsko se také stalo první zemí na světě, která umožnila transsexuálům podstupovat chirurgickou změnu pohlaví v r. 1972 a spolu s tím vyřadila transvestitismus jako nemoc. Transsexualita byla ze seznamu nemocí vyřazená v r. 2008. Od r. 2013 mohou transsexuálové podstupovat změnu pohlaví bez nutnosti chirurgické změny. Po legalizaci registrovaného partnerství r. 1995 se Švédsko stalo sedmou zemí na světě, která legalizovala celostátně stejnopohlavní manželství r. 2009. Diskriminace na základě sexuální orientace a genderové identity je zde zakázána od r. 1987 a od r. 2003 si mohou homosexuální páry osvojovat děti. Lesbické páry dostaly rovný přístup k asistované reprodukci r. 2005. Švédsko je považováno za jednu za jednu z nejliberálnějších zemí v Evropě a ve světě s velkou většinou populace podporující LGBT práva.

## Zákony týkající se stejnopohlavní sexuální aktivity
Švédsko dekriminalizovalo stejnopohlavní sexuální aktivitu r. 1944 a v tom samém roce stanovilo věk způsobilosti k pohlavnímu styku na 18 let. V r. 1987 se z důvodu šíření HIV přijaly zákony proti sexu v gay saunách a proti homosexuální prostituci. Ty se posléze zrušily r. 2004. V r. 1972 Švédsko jako první na světě umožnilo transsexuálům podstupovat změnu pohlaví a věk způsobilosti k pohlavnímu styku pro homosexuály byl snížen na 15 let. Do několika měsíců se Švédsko zařadilo mezi několik dalších zemí vyřazujících homosexualitu ze seznamu nemocí. Transvestitismus přestal být považován za nemoc r. 2008.

## Stejnopohlavní soužití

### Registrované partnerství

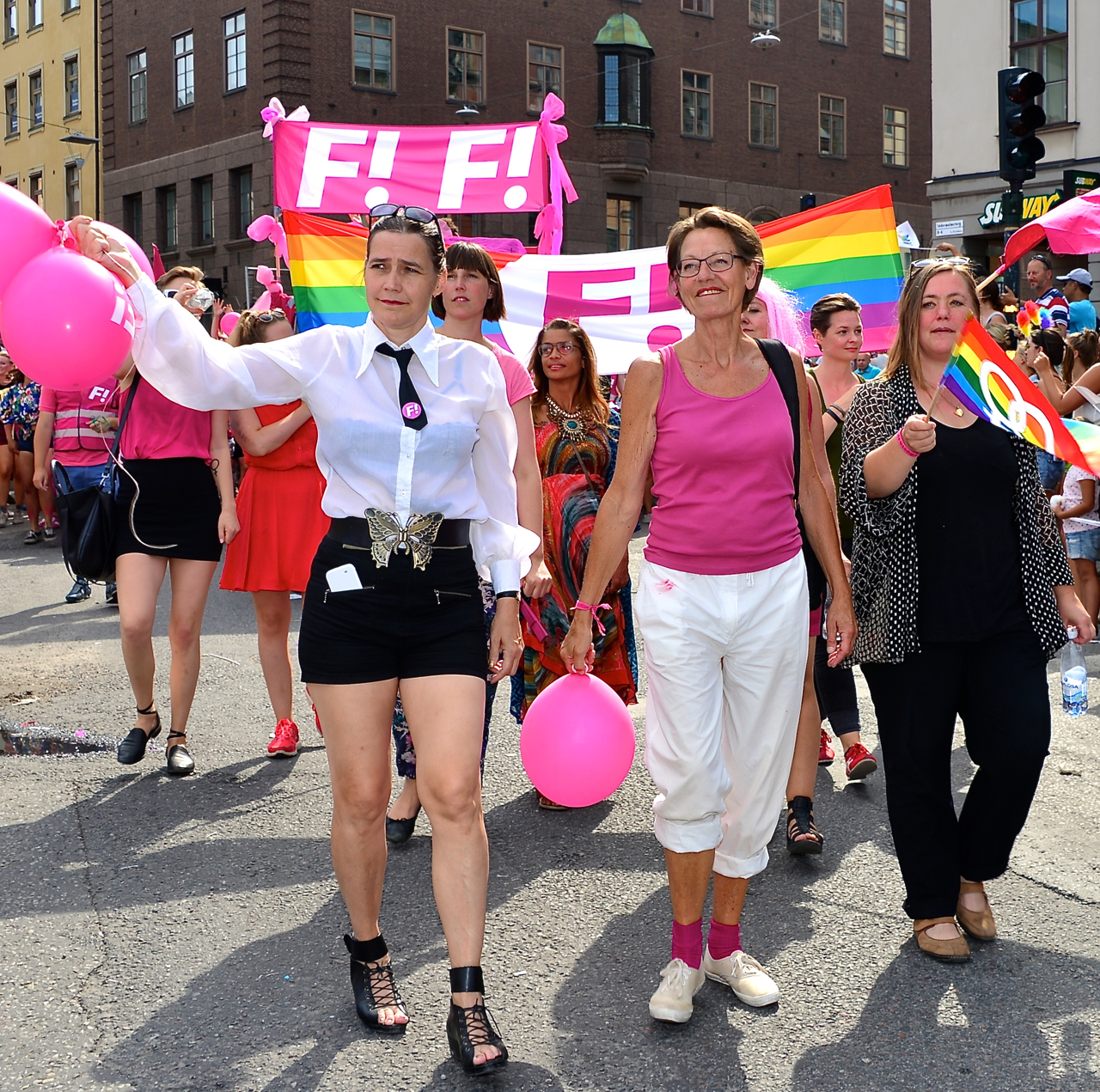
Stockholm Pride 2014

Homosexuální páry získaly možnost uzavírat registrované partnerství r. 1995. Tento institut jim dával stejná práva a povinnosti přístupná manželským párům mimo výjimky uvedené v § 3 a § 4. Čili zákon o registrovaném partnerství přímo přebíral veškerá ustanovení ze zákona o manželství kromě výjimek dle § 3 a § 4.
Od r. 2009 přestala být uznávána nově uzavřená registrovaná partnerství z důvodu uzákonění manželství pro všechny. Přijetí nového zákona nemělo vliv na již existující partnerství. Ta mohou být změněná na manželství, pokud se k tomu registrované páry samy rozhodnou.

### Stejnopohlavní manželství
S účinností od 1. května 2009 se manželství mezi osobami téhož pohlaví stalo legálním dle stanoviska vlády publikovaného v březnu 2007 a podepsáno justičním kancléřem justice Hansem Regnerem, který se na tvorbě genderově-neutrálního manželství sám podílel.
Bývalá vláda tvořená převážně členy Sociálních demokratů ustanovila komisi, která se měla zabývat otázkou stejnopohlavního manželství ve Švédsku. V r. 2008 švédský parlament hlasoval pro novelu manželského zákona. Od r. 2008 mají politické strany zastoupené v parlamentu následující postoj ke stejnopohlavnímu manželství:
Aktuální kabinet švédské vlády, pod jehož záštitou byla novela provedená, se skládá z Umírněné strany, Střední strany, Liberální strany lidové a Křesťanských demokratů.
| Strana                  | Stanovisko | Počet křesel v parlamentu | Postavení         |
| ----------------------- | ---------- | ------------------------- | ----------------- |
| Sociální demokraté      | Ano        | 130                       | Opozice           |
| Umírněná strana         | Ano        | 97                        | Ve vládě          |
| Střední strana          | Ano        | 29                        | Ve vládní koalici |
| Liberální strana lidová | Ano        | 28                        | Ve vládní koalici |
| Křesťanští demokraté    | Ne         | 24                        | Ve vládní koalici |
| Levicová strana         | Ano        | 22                        | Opozice           |
| Strana zelených         | Ano        | 19                        | Opozice           |

#### Hlasování ohledně stejnopohlavního manželství
- Parlament (Novela Zákona o manželství 349 křesel)

Švédsko oficiálně uzákonilo stejnopohlavní manželství 1. května 2009 následující přijetí tohoto nového genderově-neutrálního zákona o manželství parlamentem 1. dubna 2009.
| Konečný verdikt | Členové parlamentu |
| Ano             | - 261              |
| Ne              | - 22               |
| Zdržel se       | - 16               |
| Absence         | - 50               |

- Švédská církev (Manželství, 249 křesel)

22. října 2009 Švédské církevní zasedání hlasovalo jednomyslně pro žehnání homosexuálním párům  včetně nazývání jejich svazku manželstvím a umožnění jim uzavírat církevní sňatky. Nová církevní pravidla začala platit 1. listopadu 2009.
| Konečný verdikt | Hlasující členové |
| Ano             | - 176             |
| Ne              | - 62              |
| Zdržel se       | - 11              |
| Absence         | - 0               |

## Adopce a plánování rodiny
Od 1. února 2003 získaly homosexuální páry žijící v registrovaném partnerství/manželství plná adopční práva jako heterosexuální manželské páry. Co se týče zahraniční adopce, vyjádřil se ministr vnitra takto: „Co se týče adopcí ze zahraničí, je důležité, aby se přistupovalo citlivě a ohleduplně k zemím, které mají odlišné názory na homosexuální osoby a jejich rodičovství. Spolupráce v otázce zahraničních adopcí musí být založená na důvěře a to znamená, že pravidla a limity těchto zemí musí být zohledňovány.“
V r. 2005 byl přijat nový zákon umožňující lesbickým párům podstupovat umělé oplodnění ve zdravotnických zařízeních.

## Vojenská služba
LGBT minoritě není odepřena možnost sloužit v ozbrojených složkách. Spolu s Austrálií, Kanadou a Spojeným královstvím patří Švédsko mezi několik málo zemí na světa, které mají právo LGBT otevřeně působit v armádě explicitně zmíněné v zákonech. Švédské ozbrojené síly aktivně pracují na utváření příznivého prostředí pro LGBT tak, aby se v jejích řadách cítila dobře.

## Genderová identita
Možnost úřední změny pohlaví je ve Švédsku legální od r. 1972 jako v první zemi na světě. Nicméně jedinec podstoupivší ji musel splňovat několik kritérií – švédské občanství, dovršení věku 18 let, rodinný stav svobodný (případně rozvedený) a 2 roky trvající život v roli opačného pohlaví. V r. 2007 se zákon stal předmět několika změn, mezi něž patřilo odstranění nutnosti švédského občanství, svobodného nebo rozvedeného rodinného stavu a sterilizace, které pak byly následně prezentovány křesťanskodemokratickému ministru Národního výboru pro zdraví a péči. Kancelář ombudsmana a Federace za práva leseb, gayů, bisexuálů a translidí trvaly na přijetí nového zákona v dohledné době. V r. 2013 byl požadavek sterilizace vyňat ze zákona a již není dále podmínkou pro vydání nových úředních dokladů. Podle statistik se podle zákona z r. 1972 nechalo změnit až 500 translidí.
V únoru 2015 zpracovala vláda dva návrhy zákonů. Jedním z nich byla přípustnost změny pohlaví bez nutnosti lékařského vyjádření. Dalším byla přípustnost chirurgické změny pohlaví pouze za souhlasu psychiatra.
V březnu 2017 oznámila vláda, že odškodní 800 translidí, kteří byli nuceni podstupovat chirurgickou změnu pohlaví jako podmínku pro vydání nových úředních dokumentů.

## Ochrana před diskriminací
Švédská ústava přímo zakazuje diskriminaci na základě sexuální orientace. V r. 1987 byla diskriminace homosexuálních mužů a žen začleněná do sekce trestního zákoníku kriminalizující diskriminaci na základě jiné rasy apod. V r. 2008 byla transgender identita začleněná do nového zákona proti diskriminaci, který nabyl účinnosti k 1. lednu 2009.
Až do roku 2009 působil švédský Ombudsman proti diskriminaci jiných sexuálních orientací (Omdusmannen mot diskriminering på grund av sexuell läggning), zkráceně 'HomO, při kanceláři švédského ombudsmana proti diskriminaci jiných sexuálních orientací. Tento ombudsman přestal existovat k 1. lednu 2009 a sloučil se s Kanceláří ombudsmana pod novým názvem „Kancelář ombudsmana proti diskriminaci“. Předchozí existující anti-diskriminační zákony nahradil jeden nový Zákon proti diskriminaci.
Termín HomO se používal jak na kancelář, tak i na samotnou osobu ombudsmana jmenovanou vládou. Posledním HomO byl Hans Ytterberg. K práci HomO patřil přezkum různých stížností od jednotlivců a následné zastupování u soudu. Jedním z takových případů byla kauza majitele restaurace ve Stockholmu, který měl obtěžovat lesbický pár. Kancelář HomO byla jedním ze strategických míst rozvoje švédského LGBT hnutí, neboť se sama podílela na tvorbě několika parlamentních návrhů, včetně zákona legalizujícího stejnopohlavní sňatky.

## Dárcovství krve
Na podzim r. 2008 navrhl Národní výbor pro zdravotní péči umožnit mužům majícím sex s muži darovat krev po uplynutí 6měsíční zkušební lhůty od posledního pohlavního styku. Dřívější návrh, který měl umožnit MSM dárcovství krve bez výhrad, neprošel. Od 1. března 2010 se zkušební doba u mužů majících sex s muži měla navýšit na jeden rok , ale krevní banky tento zákon odmítly, čímž se projednání nového zákona odložilo až na 1. října 2011. Tato prodleva jim umožnila přijmout nové předpisy. V listopadu 2011 začaly všechny krevní banky ve Švédsku přijímat dárce, nicméně u MSM trvají na 1roční zkušební lhůtě.

## Veřejné mínění

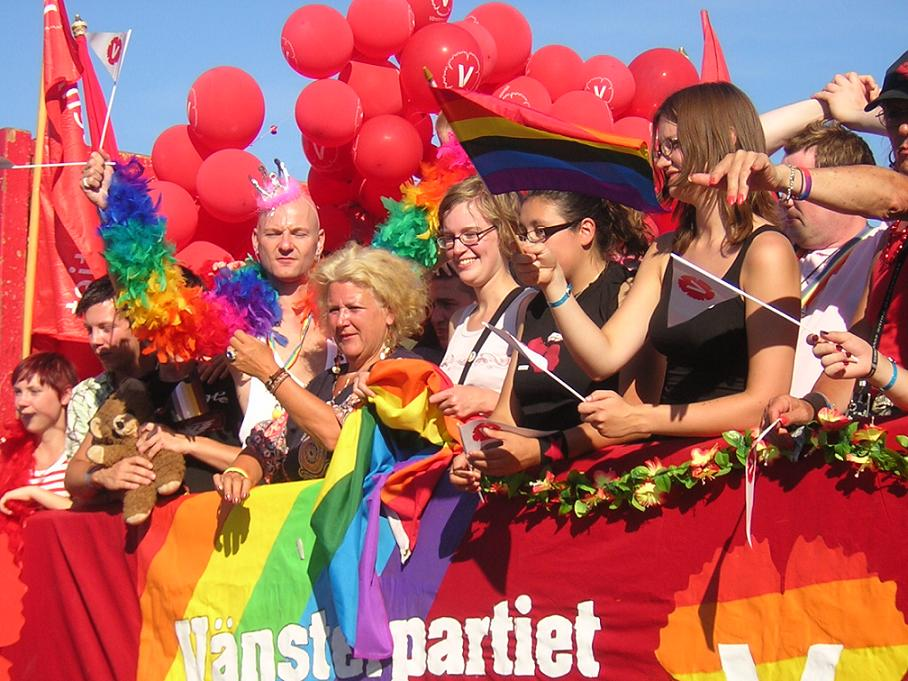
Gay Pride ve Švédsku se zástupci Levicové strany.

Podle měřítek Mezinárodní gay a lesbické asociace (ILGA) se Švédsko řadí mezi nejvíc gay friendly evropské země s rozsáhlou legislativou chránící gay a lesbická práva, včetně anti-diskriminačních zákonů a práva gay a lesbických párů vstupovat do manželství. Podle výzkumu EU z r. 2006 podporovalo stejnopohlavní manželství 71 % Švédů. Eurobarometr z r. 2015 shledal, že 90 % Švédů souhlasí s myšlenkou legalizace stejnopohlavního manželství v celé Evropě, 7 % bylo proti.
V květnu 2015 publikoval PlanetRomeo, LGBT sociální síť, první index gay spokojenosti (Gay Happiness Index GHI). Gayové ze 120 zemí byli tázáni na to, zda se cítí dobře ve společnosti, jaké mají zkušenosti ve vztahu s jinými lidmi, a jak hodnotí kvalitu svého života. Švédsko se umístilo na čtvrtém místě s výsledkem 73.

## Švédské hnutí za práva LGBT

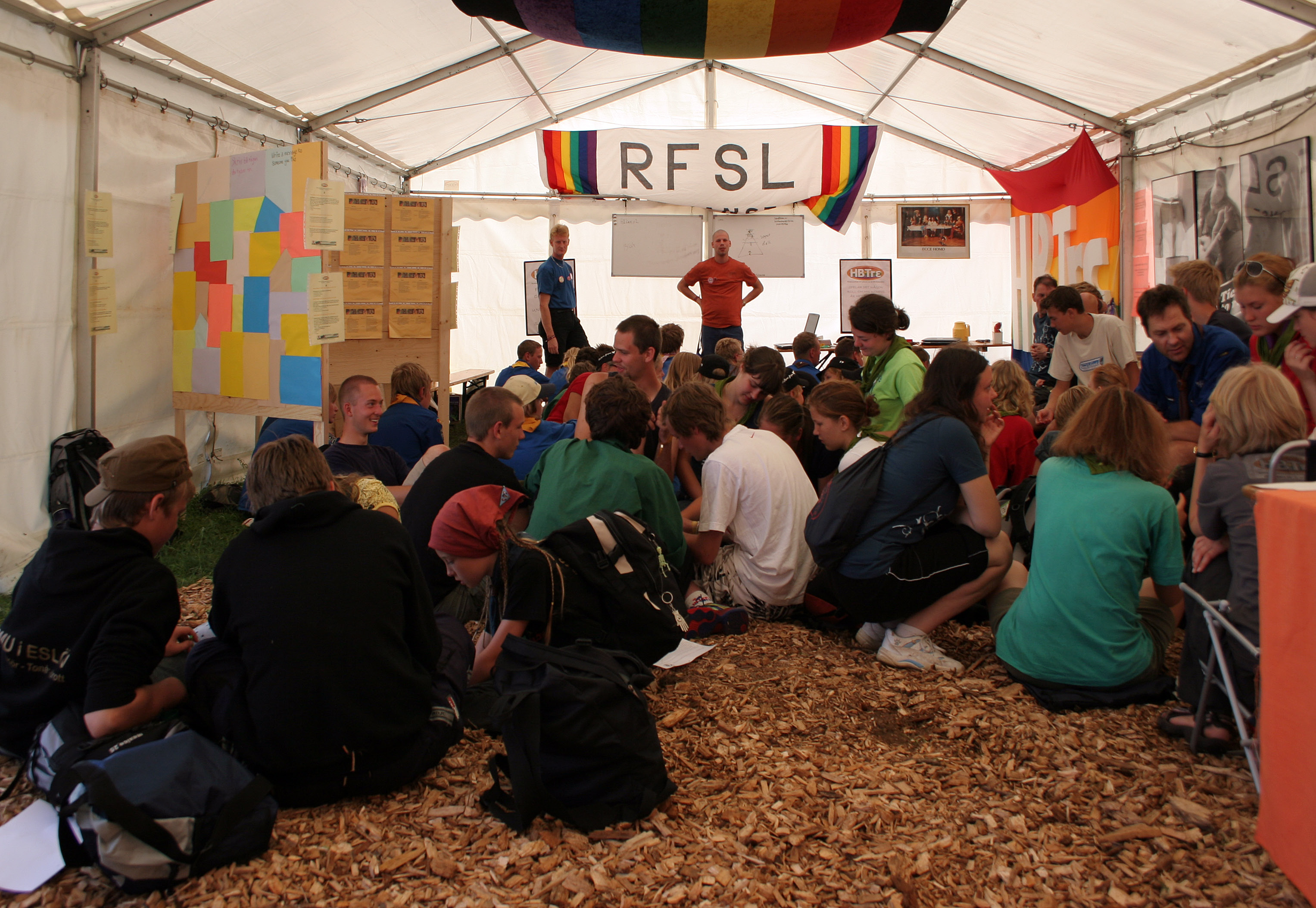
Seminář konaný pod záštitou RFSL během státního svátku Jiingijamborii v Rinkabě

Švédská federace za práva leseb, gayů, bisexuálů a translidí (RFSL) je jednou z nejstarších LGBT organizací na světě. Založená byla v říjnu 1950 jako švédská pobočka Dánské federace z r. 1948. V dubnu 1952 získala RFSL svůj současný název a deklarovala nezávislost na dánské organizaci. Momentálně má až 28 poboček rozprostřených napříč celým Švédskem od Piteå na severu po Malmö na jihu a více než 6 000 členů.
Předmětem činnosti RFSL je zlepšování životní úrovně LGBT minority, politický lobbing, poradenství a organizace sociálních a podpůrných aktivit. Na mezinárodním poli spolupracuje RFSL s Mezinárodní gay a lesbickou organizací (ILGA) a dalšími LGBT organizacemi v sousedních zemích.
Federace má celkem tři poradenská centra pro muže a ženy ve Stockholmu, Göteborgu a Malmö. Poradenství se týká zejména otázek coming outu, pohlavní identifikace, HIV/AIDS a jiných sociálních a zdravotních otázek, jakož i zastupování ve věcech kontaktu se státními orgány a zdravotnickými zařízeními, a to i pro u žadatelů o azyl, či trvalý pobyt.
Švédsko každoročně hostí několik festivalů gay pride. Stockholm Pride patří mezi největší a nejstarší festivaly tohoto typu a koná se každoročně od r. 1998. V poslední době se konají další festivaly také v Göteborgu, Malmö a Uppsale. Akorát nemají tak hojnou účast a odehrávají se zpravidla v úzkém kruhu zdejších malých komunit.

## Souhrnný přehled
|                                                                                         | Ano/Ne                       | Poznámka                               |
| Stejnopohlavní sexuální styk                                                            | Stejnopohlavní sexuální styk | Stejnopohlavní sexuální styk           |
| --------------------------------------------------------------------------------------- | ---------------------------- | -------------------------------------- |
| Legální stejnopohlavní styk                                                             | Yes                          | Od r. 1944                             |
| Stejný věk legální způsobilosti k pohlavnímu styku pro obě orientace                    | Yes                          | Od r. 1978                             |
| Zákony o diskriminaci                                                                   |                              |                                        |
| Anti-diskriminační omezené pouze na oblast pracovněprávní                               | Yes                          |                                        |
| Anti-diskriminační zákony v přístupu ke zboží a službám                                 | Yes                          |                                        |
| Anti-diskriminační zákony v ostatních oblastech (homofobní urážky, zločiny z nenávisti) | Yes                          | Od r. 1987                             |
| Stejnopohlavní svazky                                                                   |                              |                                        |
| Stejnopohlavní manželství                                                               | Yes                          | Od r. 2009                             |
| Jiná forma stejnopohlavního soužití                                                     | Yes                          | Od r. 1995                             |
| Adopce a děti                                                                           |                              |                                        |
| Adopce dítěte partnera                                                                  | Yes                          | Od r. 2003                             |
| Společná adopce dětí stejnopohlavními páry                                              | Yes                          | Od r. 2003                             |
| Přístup k umělému oplodnění pro lesbické ženy                                           | Yes                          | Od r. 2005                             |
| Náhradní mateřství pro gay páry                                                         | No                           | Ilegální i pro heterosexuální páry     |
| Vojenská služba                                                                         |                              |                                        |
| Gayové a lesby smějí otevřeně sloužit v armádě                                          | Yes                          | Od r. 1976                             |
| Jiné                                                                                    |                              |                                        |
| Možnost změny pohlaví                                                                   | Yes                          | Od r. 1972, bez sterilizace od r. 2013 |
| Homosexualita vyřazená ze seznamu nemocí                                                | Yes                          | Od r. 1979                             |
| Transvestitismus vyřazen ze seznamu nemocí                                              | Yes                          | Od r. 2008                             |
| Transsexualita vyřazená ze seznamu nemocí                                               | Yes                          | Od r. 1972                             |
| Muži mající sex s muži smějí darovat krev                                               | /                            | Po 1roční zkušební lhůtě               |